# Karl Guthe Jansky
Karl Guthe Jansky (22. října 1905, Norman, Oklahoma, USA – 14. února 1950, Red Bank, New Jersey) byl americký fyzik a radioinženýr, který v srpnu 1931 objevil rádiové vlny vycházející z Mléčné dráhy. Je považován za jednu ze zakládajících postav radioastronomie. Byl českého původu (děd Jan Jánský imigroval v 19. století do USA, přičemž si vzal Kateřinu Kouklovou z Řemešína a narodil se roku 1842 v Plasích). Byl ženatý a měl dvě děti. Zemřel v roce 1950 v New Jersey na srdeční selhání.
Karl Jansky studoval fyziku na univerzitě Wisconsin–Madison. V roce 1927 nastoupil do Bellových telefonních laboratoří v americkém státě New Jersey. Zabýval se zde hledáním příčin poruch, které narušovaly transatlantické telefonní hovory. Ty tehdy bylo možné uskutečnit pouze prostřednictvím rádiového přenosu (transatlantický telefonní kabel TAT-1 byl uveden do provozu až v roce 1956) v krátkovlnném pásmu na vlnových délkách 10 až 20 metrů.

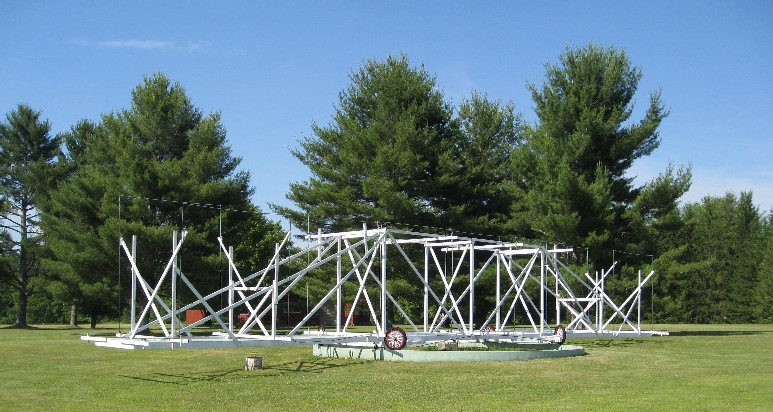
Replika Janského antény

Janský sestrojil pro tento výzkum v roce 1931 otočnou anténu na rámové konstrukci, které měla délku 30 m a výšku 6 m. Přijímala radiové vlny s frekvencí 20,5 MHz (odpovídá vlnové délce 14,6 m). Kromě poruch vznikajících bouřkovou činností nalezl v roce 1932 i pravidelně se zesilující a zase zeslabující šumový signál. Zpočátku se domníval, že pochází ze Slunce, ale později upřesnil, že nemá periodu 24 hodin, ale o několik minut kratší (23.56:04) a že je tedy spojen se zdánlivým pohybem hvězd. Po roce měření Jansky zjistil, že signál pochází ze souhvězdí Střelce, z centra Galaxie.
Jansky svůj objev publikoval v roce 1933. Přesto, že se mu dostalo velké pozornosti, Jansky se už jeho dalšímu výzkumu nevěnoval.
V roce 1973 byla na jeho počest pojmenována jednotka intenzity rádiových signálů jansky (zkr. Jy), používaná k měření intenzity rádiových signálů přijímaných z vesmíru. Jeho jméno nese i asteroid hlavního pásu (1932) Jansky, objevený českým astronomem Lubošem Kohoutkem 26. října 1971, a kráter Jansky na Měsíci.